# Bletiinae
Bletiinae – podplemię roślin z rodziny storczykowatych (Orchidaceae). Obejmuje 3 rodzaje i około 50 gatunków występujących w Ameryce Północnej, Środkowej i Południowej.

## Systematyka
Podplemielemię sklasyfikowane do plemienia Epidendreae, podrodziny epidendronowych (Epidendroideae) w rodzinie storczykowatych (Orchidaceae), rząd szparagowce (Asparagales) w obrębie roślin jednoliściennych.
Wykaz rodzajów
- Basiphyllaea Schltr.
- Bletia Ruiz & Pav.
- Hexalectris Raf.